# Садовое сельское поселение (Крым)
Садовое се́льское поселе́ние (укр. Садове сільське поселення, крымскотат. Садовое кой юрту, Sadоvoye köy yurtu) — муниципальное образование в Нижнегорском районе Республики Крым России, в степной зоне Крымского полуострова, в долине реки Биюк-Карасу.
Административный центр — село Садовое.

## История
В советское время был образован Садовый сельский совет.
Сельское поселение образовано в соответствии с законом Республики Крым от 5 июня 2014 года.

## Население
| 2001  | 2014  | 2015  | 2016  | 2017  | 2018  | 2019  |
| ----- | ----- | ----- | ----- | ----- | ----- | ----- |
| 3597  | ↘3053 | ↗3055 | ↗3090 | ↘3083 | ↘3063 | ↘3026 |
| 2020  | 2021  |       |       |       |       |       |
| ↗3032 | ↘3005 |       |       |       |       |       |

## Состав сельского поселения
| № | Населённый пункт | Тип населённого пункта       | Население |
| - | ---------------- | ---------------------------- | --------- |
| 1 | Садовое          | село, административный центр | ↘2874     |
| 2 | Кукурузное       | село                         | ↘66       |
| 3 | Серово           | село                         | ↘113      |